# Autores – Histórias da Teledramaturgia
Autores – Histórias da Teledramaturgia são dois livros da Editora Globo lançados em função do Memória Globo.
São dois livros que têm histórias de dezesseis autores da TV Globo e mostram suas histórias, suas obras, como lidam com o ibope, como têm inspirações, fotos em seus locais de trabalho, etc. Os autores estão em ordem alfabética:

## Volume I
- Aguinaldo Silva
- Alcides Nogueira
- Antônio Calmon
- Benedito Ruy Barbosa
- Carlos Lombardi
- Euclydes Marinho
- Gilberto Braga
- Glória Perez

## Volume II
- João Emanuel Carneiro
- Manoel Carlos
- Maria Adelaide Amaral
- Miguel Falabella
- Tiago Santiago
- Ricardo Linhares
- Silvio de Abreu
- Walcyr Carrasco
- Walther Negrão